# 马立群
马立群（1961年6月—），河北唐山人，汉族，中华人民共和国政治人物、第十一届全国政协委员。
加入中国农工民主党，担任农工党中央委员、黑龙江省委副主委、齐齐哈尔市委主委。2008年，当选第十一届全国政协委员，代表中国农工民主党，分入第十组。2018年1月，当选第十三届全国政协委员。